# 나가하마촌 (시마네현 히카와군)
나가하마촌(長浜村)은 시마네현 중부, 히카와군에 속해있던 촌이다. 현재의 이즈모시 중심부의 서방에 해당한다.

## 역사
- 1950년 11월 3일 - 소노촌, 아라카야촌이 합병해 나가하마촌이 성립하였다.
- 1956년 4월 1일 - 이즈모시에 편입해, 동일 나가하마촌은 폐지되었다.

## 참고문헌
- 角川日本地名大辞典 32 島根県